# Great Clare find

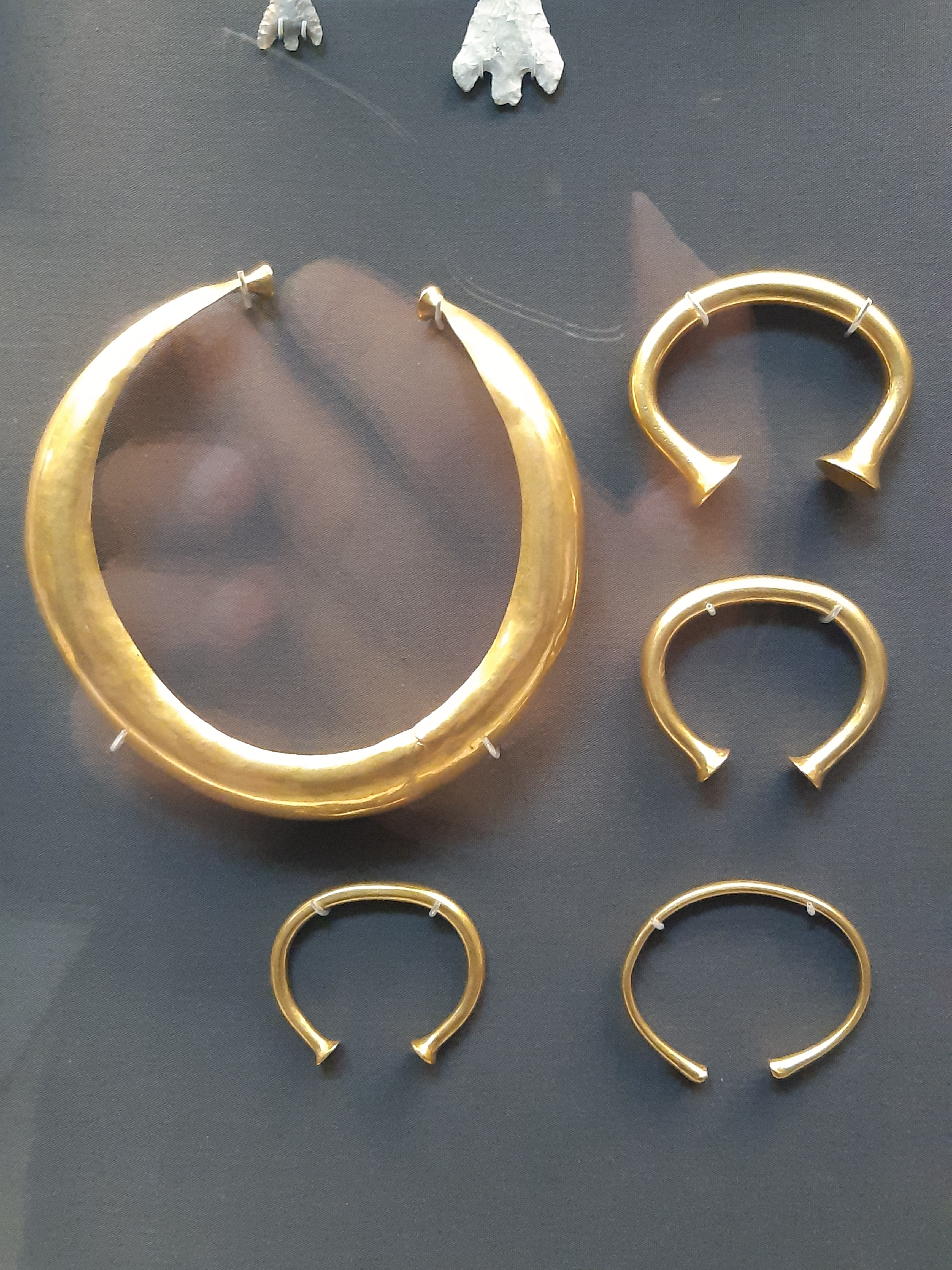
Great Clare find

Der Great Clare find (auch Mooghaun North Hoard oder Great Clare gold find of 1854) ist der größte Goldhort, der bisher in Nordeuropa entdeckt wurde. Er wurde in der Nähe des Moghane Hillfort im County Clare in Irland beim Bau der Eisenbahn gemacht.
Während des Baus der Eisenbahnlinie von Ennis nach Limerick wurde 1854 von einer Gruppe von Arbeitern ein Goldschatz gefunden. Der Fund wurde in tiefem Boden in einem kurz zuvor trockengelegten Gebiet in einem Hohlraum unter einem Stein gefunden. Die Finder teilten das Gold unter sich und verkauften es an Juweliere. Ein großer Teil des Goldes wurde eingeschmolzen. Die ursprüngliche Anzahl von Objekten ist unbekannt. Der Hort bestand aus Armbändern, Goldbarren, Gorgets und Halsringen. Ein Teil des Schatzes, 146 Artefakte, wurde noch im Fundjahr der Royal Irish Academy angezeigt. Es wurden Gipsabgüsse davon gemacht. Aber nur die 29 Artefakte, die sich heute im National Museum of Ireland in Dublin und im British Museum in London befinden, sind erhalten. Die Objekte stammen stilistisch aus der Dowris-Phase der späten Bronzezeit, etwa 900 bis 700 v. Chr.